# Robert Welles
Pour les articles homonymes, voir Welles.
Robert Welles (mort le 19 mars 1470), 8e baron Willoughby de Eresby, 8e baron Welles, est une personnalité anglaise de la guerre des Deux-Roses.

## Biographie
Robert Welles, est nommé juge de paix du Lincolnshire en 1467. Mécontent de la politique du roi Édouard IV d'Angleterre, il demande l'aide de Richard Neville et rassemble des troupes pour entrer en rébellion ouverte le 4 mars 1470. Avec les encouragements de Neville et du duc de Clarence, il se proclame grand capitaine du peuple du Lincolnshire et des proclamations sont envoyées à travers le comté pour requérir l'assistance de chaque homme afin de se joindre à la résistance contre l'autorité royale. Ses troupes sont mises en déroute par l'armée royale à la bataille de Losecoat Field le 12 mars et Welles est capturé. Il est exécuté le 19 mars à Doncaster, après avoir confessé que Neville et Clarence sont ses complices, et ses terres sont confisquées par la couronne.